# Jean Faure
Pour les articles homonymes, voir Faure et Jean Faure (homonymie).
Jean Faure, né le 14 janvier 1937 à Autrans et mort le 13 mai 2022 à Autrans-Méaudre en Vercors, est un homme politique français.

## Biographie

### Carrière politique
Jean Faure commence sa carrière comme directeur d'organisme de tourisme. Maire d'Autrans de 1983 à 2008, Jean Faure est élu sénateur de l'Isère le 25 septembre 1983 ; il est réélu le 27 septembre 1992 et le 23 septembre 2001.
Son immunité parlementaire est levée en novembre 2003 dans une affaire de mœurs pour laquelle il est acquitté en 2009.

## Synthèse des fonctions
Au Sénat
- Secrétaire du Sénat de 1990 à 1992
- Vice-président de 1992 à 2001
- Questeur de 2001 à 2008

Au niveau national
- Trésorier du bureau Robert Schuman
- Président de l'Association des Élus Démocrates  Européens de l'Isère
- Président de la FAUP (Fédération des amis et usagés du parc), association fondatrice du Parc Naturel Régional du Vercors.
- Président de l'ANENA (Association Nationale pour l'Étude de la Neige et des Avalanches)

Au niveau local
- Conseiller général de l'Isère pour le canton de Villard-de-Lans de 1979 à 2004.
- Vice-président du conseil général de l'Isère de 1985 à 1992.
- Conseiller régional de Rhône-Alpes de 1983 à 1986.
- Président de la Communauté de communes du Vercors jusqu'en 2008.

## Publications
- Au pays de la soif et de la peur, Carnets d'Algérie 1957-1959, éd. Flammarion, Paris, 2001,  (ISBN 978-2-0821-0051-9).
- Le Renard du Vercors – Des hauts plateaux à la jungle politique, Glénat, 2021